# Àrea marina de cala Saona
Àrea marina de cala Saona este o arie protejată (arie specială de conservare — SAC, sit de importanță comunitară — SCI) din Spania întinsă pe o suprafață de 450,98 ha, integral marine.

## Localizare
Centrul sitului Àrea marina de cala Saona este situat la coordonatele 38°42′22″N 1°22′48″E / 38.7061°N 1.3799°E.

## Înființare
Situl Àrea marina de cala Saona a fost declarat sit de importanță comunitară în aprilie 2004 pentru a proteja 2 specii de animale. Situl a fost protejat și ca arie specială de conservare în mai 2020.

## Biodiversitate
Situată în ecoregiunile marină mediteraneană și mediteraneană, aria protejată conține 1 habitat natural: Straturi cu Posidonia (Posidonion oceanicae).
La baza desemnării sitului se află mai multe specii protejate:
- mamifere (1): delfin mare (Tursiops truncatus)
- reptile (1): Caretta caretta